# Acrapex subalbissima
Acrapex subalbissima là một loài bướm đêm trong họ Noctuidae.